# Ашимеру, Маджид
Маджид Ашимеру (англ. Majeed Ashimeru; род. 10 октября 1997, Аккра) — ганский футболист, полузащитник клуба «Андерлехт» и сборной Ганы.

## Клубная карьера

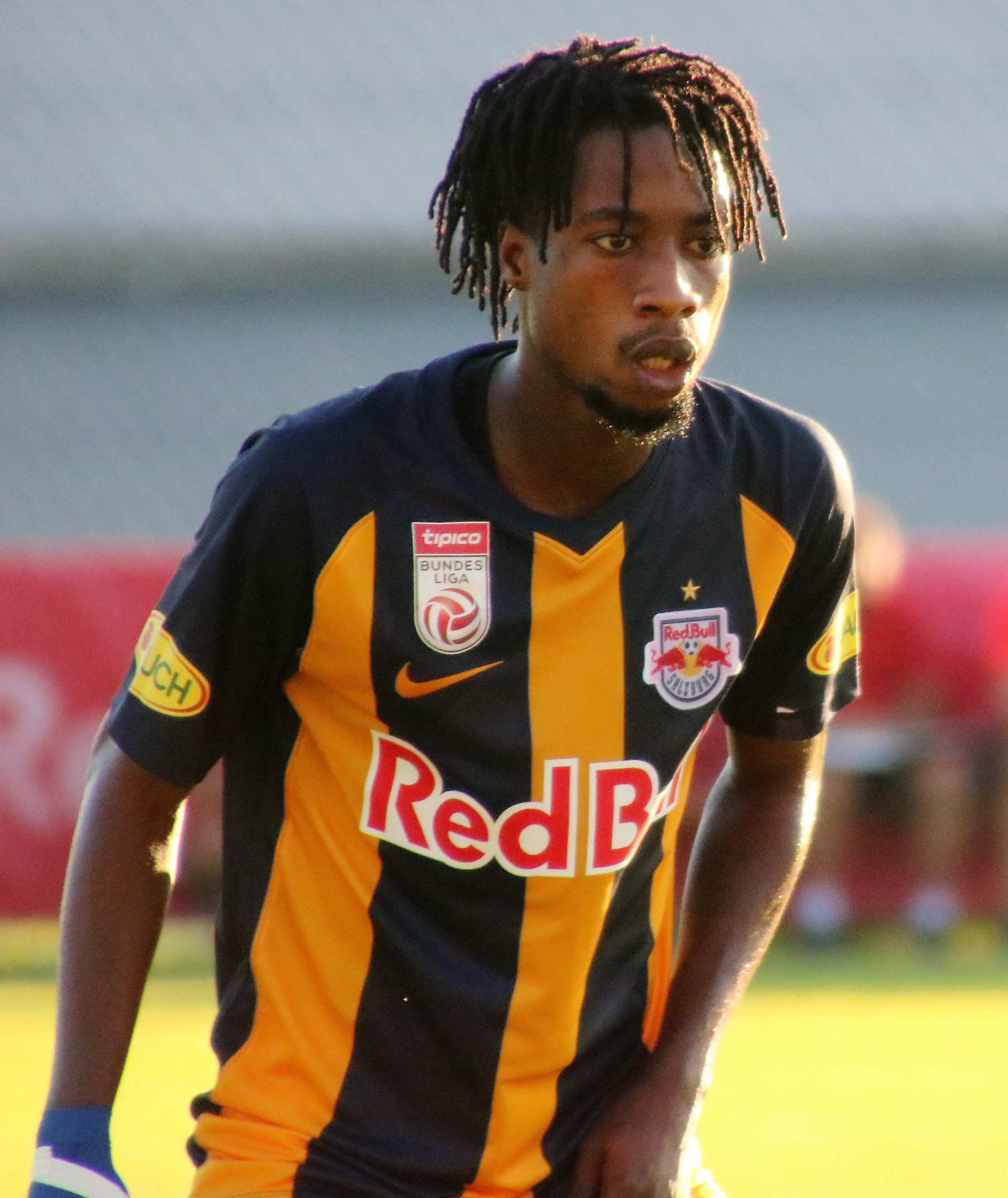
Ашимеру в составе «Ред Булл Зальцбург»«»

Ашимеру начал карьеру на родине в клубе ВАФА. В 2017 году он перешёл в австрийский «Ред Булл Зальцбург». Для получения игровой практики Ашимеру был арендован «Аустрией» из Лустенау. 8 сентября в матче против «Хартберга» он дебютировал в Первой лиге Австрии. 13 октября в поединке против «Капфенберга» Маджид забил свой первый гол за «Асутрию». 
В начале 2018 года Ашимеру был арендован «Вольфсбергом». 3 февраля в матче против «Альтаха» он дебютировал в австрийской Бундеслиге. 10 февраля в поединке против «Штурма» Маджиж забил свой первый гол за «Вольфсберг».
Летом 2018 года Ашимеру на правах аренды перешёл в швейцарский «Санкт-Галлен». 21 июля в матче против «Базеля» он дебютировал в швейцарской Суперлиге. 28 октября в поединке против «Цюриха» Маджид забил свой первый гол за «Санкт-Галлен». Летом 2019 года Ашимеру вернулся в «Ред Булл». 17 августа в матче против «Санкт-Пёльтена» он дебютировал за основной состав. 31 августа в поединке против «Сваровски Тироль» Маджид забил свой первый гол за «Ред Булл». 

## Международная карьера
25 мая 2017 года в товарищеском матче против сборной Бенина Ашимеру дебютировал за сборную Ганы.

## Достижения

### «Ред Булл»
- Чемпион Австрии: 2019/20
- Обладатель Кубка Австрии: 2019/20